# Vaucheria
Vaucheria er en i Danmark almindeligt forekommende slægt af gulgrønalger. De ses oftest i renvandede søer og damme, men kan også forekommer i strømmende vand. De danner grønlige puder eller masser af tætte, tynde, op til 11 cm lange, tråde. Trådene er hule uden tværvægge og med få forgreninger. Formering sker bl.a. ved at disse knækker over, men kan også ske kønnet.